# 顔面移植
顔面移植（がんめんいしょく）は、死体からの組織を使用して、人の顔の全部または一部を交換する医療処置。

## 歴史

### 部分移植
生きている人間への世界初の部分的な顔の移植は、2005年11月27日にフランスのアミアンにあるCentre hospitalier Universitaire Nordで、口腔外科医のベルナール・ドゥヴォシェル、形成外科医のブノワ・レンゲレ、ジャン＝ミシェル・デュベルナールによって行われた。
移植を受けたのは当時38歳のフランス人女性、イザベル・ディノワールであり、飼い犬に顔を噛まれて損傷した顔面を置き換えるために、脳死した女性の鼻と口から顔の組織が移植された。2007年12月13日、医学雑誌・ニューイングランド・ジャーナル・オブ・メディシンにこの移植の経過が掲載され、患者自身は結果に満足しているが、予後は不良であり、特に免疫系で深刻な問題があると報告された。2016年のはじめにディノワールの体は拒絶反応を示し、口唇の一部が使えなくなった。拒絶反応を抑えるために薬物治療が行われたが、副作用により2種類の癌にかかってしまい、同年4月22日に49歳で亡くなった。

### フルフェイス移植
世界初のフルフェイス移植は2010年3月20日にスペインで、射撃事故で負傷した男性に対して行われた。

### 同時移植
2020年8月12日、ニューヨーク大学ランゴーン医療センターにおいて、外科医のエドゥアルド・ロドリゲス（Eduardo Rodriguez）ら総勢96人の医療チームにより、交通事故で重いやけどを負ったニュージャージー州在住の男性に対して顔面と両手の同時移植手術が行われ、翌年2月3日、世界で初めて成功したと発表された。約23時間に及んだ手術は3Dプリンターを活用した画期的なものであり、過去2回の前例でいずれも失敗に終わっていた難手術を世界で初めて成功させた。